# Patience Cooper
Patience Cooper (30 de mayo de 1905 – 5 de abril de 1993) fue una actriz angloindia y una de las primeras superestrellas de Bollywood. También fue conocida como The Siren of the Silent Era, The Dancing Star y The Silent Screen Star durante la era muda de las películas del cine indio. Junto con Ermeline, Ruby Myers, Sabita Devi y Sita Devi, se la considera una "estrella principal" de las décadas de 1920, 1930 y 1940 que tenía más atractivo de masas que sus homólogos masculinos. Se afirma que es una de las "prominentes" damas principales de la "era pionera" del cine indio junto con Mehtab, Bibbo, Durga Khote, Gohar, Devika Rani, Susan Solomon e Indira Devi.

## Primeros años
Era hija de Phoebe Stella Gamble (nacida en Calcuta en 1881; hija de John Frederick Gamble y Phoebe Stella Clement, cuya madre era armenia) y de James Alfred Cooper. Angloindia nacida en Howrah, Bengala Occidental, y bautizada el 30 de mayo de 1905, Cooper tuvo una exitosa carrera tanto en el cine mudo como en el sonoro. Se le atribuyen los primeros papeles dobles del cine indio—como hermanas gemelas en Patni Prataap y como madre e hija en Kashmiri Sundari, aunque anteriormente, en 1917, el actor Anna Salunke había interpretado los papeles del protagonista masculino Ram y del protagonista femenino Seeta en la película Lanka Dahan. Las hermanas menores de Patience, Violet Cooper y Pearl Cooper, también fueron actrices tanto en el cine mudo como en películas sonoras posteriores.

## Carrera teatral
Cooper comenzó su carrera como bailarina en Bandmann's Musical Comedy, una compañía euroasiática. Más tarde se incorporó como actriz a la Corinithian Stage Company de Jamshedji Framji Madan.
Viajaba a distintos países para representar obras de teatro y musicales. Patience viajó a varios países, como Alemania, Polonia, Austria, París, Europa, Japón, China, Londres y Estados Unidos. También participó en un concurso de belleza en Inglaterra, que ganó.

## Carrera cinematográfica

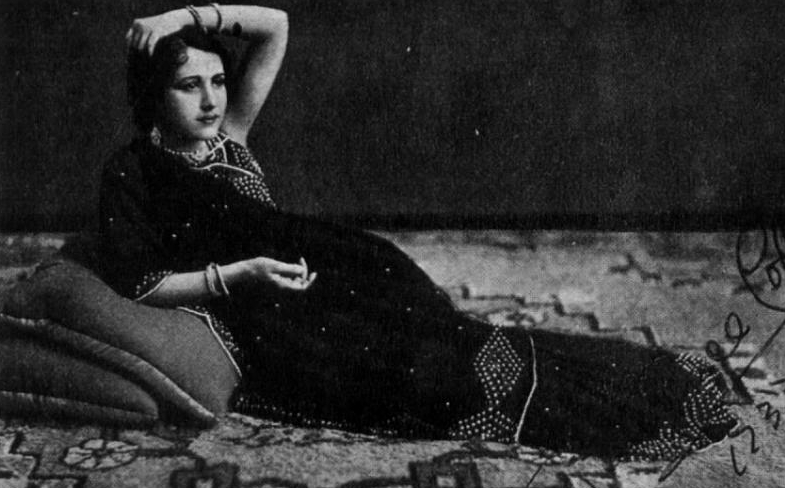
Patience Cooper en los años 20.

Cooper causó impacto por primera vez con Nala Damayanti (1920). La película estaba protagonizada por Keki Adajania como Nala y Cooper como Damayanti. La película fue una producción de gran presupuesto del Madan Theatre y la dirigió Eugenio de Liguoro, conocido en Italia por sus espectáculos orientalistas como Fascino d'Oro (1919). Nala Damayanti era famosa por sus efectos especiales de la época — la ascensión de Narada del monte Meru al cielo, las transformaciones de cuatro dioses en personificaciones de Nala, la transformación de Kali en serpiente, entre otros.
Su siguiente película fue Vishnu Avtar, estrenada en 1921. De Liguoro también dirigió Dhruva Chartitra (1921), una mitológica basada en la leyenda de Dhruva cuya búsqueda del conocimiento eterno y la salvación fue recompensada cuando se convirtió en la estrella más brillante de los cielos, la estrella polar también conocida como Dhruvatara. La película se rodó como una apuesta de Madan Theatres por abrirse camino internacionalmente y contaba con muchos europeos en el reparto, además de Cooper, que interpretaba a la protagonista femenina, Suniti.
Uno de los mayores éxitos de Cooper fue Pati Bhakti (1922). Cooper interpretó a Leelavati en la película, dirigida por el gran J. J. Madan en persona, que defendía que las mujeres debían ser devotas a su marido. La película está considerada como su mejor película y también estuvo envuelta en una pequeña controversia, ya que en Madrás el censor exigió que se eliminara un número de baile por obscenidad.
Cooper también interpretó quizá los primeros papeles dobles del cine hindi — Patni Pratap (1923), en el que interpretaba a dos hermanas, y Kashmiri Sundari (1924), en el que hacía de madre e hija.
Cooper hizo películas hasta mediados de la década de 1930. Una de sus últimas películas importantes fue Zehari Saap (1933). La película era un típico vehículo de Cooper sobre la revuelta de un cacique medieval contra el buen Nawab Bakar Malik. El hijo proscrito del nawab jura vengarse y, finalmente, bien está lo que bien acaba. El conflicto dramático de la película es que el cacique quiere casarse con la princesa, a la que había criado como a su propia hija.
Cooper actuó en más de 80 películas hasta que se retiró en 1947, tras actuar en su última película, Khan Saheb. Cooper solía interpretar el papel de una mujer sexualmente problemática pero inocente, siempre en el centro de dilemas morales, a menudo provocados por los hombres de su vida.
Uno de los principales aspectos de la imagen estelar de Cooper era la consecución del "look de Hollywood" a pesar de las diferentes condiciones técnicas y de luz. Sus rasgos distintivamente angloindios, como los ojos oscuros, las facciones afiladas, el pelo de ébano y el tono claro de la piel, permitieron a los técnicos experimentar con la técnica importada de la iluminación a la altura de los ojos y lograr un aspecto similar al de las estrellas de Hollywood de la época muda.
El escaso número de mujeres, especialmente hindúes, en la industria cinematográfica durante la década de 1920 (debido a actitudes conservadoras) hizo que actrices angloindias como Cooper estuvieran muy solicitadas. Su aparición en una serie de películas de éxito la ha llevado a ser considerada la primera estrella de cine india de la historia.

## Vida personal
Se cree que Cooper se casó con Mirza Ahmad Ispahani Saheb (MAH Ispahani), un conocido hombre de negocios indio. En 1947 emigraron a Pakistán. En realidad, se casó con MAH Ispahani a los 21 años y se divorció poco después, en 1928. Después se casó con Gul Hamid Khan, uno de los primeros actores del cine mudo. Murió seis años después a causa de la enfermedad de Hodgkin.

## Últimos años
Siguió siendo amiga de MAH Ispahani hasta el final de su vida. Cooper cambió su nombre por el de Sabra Begum y vivió sus últimos días con sus dos hijas adoptivas, Zeenat y Haleema, en Karachi, Pakistán. Su hija adoptiva Syeda Nafees Rizvi vive en Houston, Texas, Estados Unidos. Acogió y/o adoptó a 17 niños a lo largo de su vida.

## Muerte
Cooper murió en su casa en Karachi en 1993.

## Filmografía

### Películas mudas
| Año  | Película           | Director              | Notas  |
| ---- | ------------------ | --------------------- | ------ |
| 1920 | Nala Damayanti     | Eugenio de Liguoro    |        |
| 1921 | Bishu Abatar       | Jyotish Bandyopadhyay |        |
| 1921 | Mohini             |                       |        |
| 1921 | Vishunavtar        |                       |        |
| 1921 | Mira Bai           |                       |        |
| 1921 | Dhruba Charitra    | Jyotish Bannerji      |        |
| 1921 | Nal Damayanti      | Jyotish Bandyopadhyay |        |
| 1921 | Dhruva Charitra    | Eugenio De Liguoro    |        |
| 1921 | Behula             | C. Legrand            | [ 14 ] |
| 1921 | Vishnu Avatar      | C. Legrand            |        |
| 1922 | Sati               |                       |        |
| 1922 | Ratnavali          | Jyotish Bannerji      |        |
| 1922 | Tara the Dancer    |                       |        |
| 1922 | Pati Bhakti        | J. J. Madan           |        |
| 1922 | Kamale Kamini      | Sisir Kumar Bhaduri   |        |
| 1922 | Ramayan            | Jyotish Bandyopadhyay | Serial |
| 1922 | Kamalay Kamini     |                       |        |
| 1922 | Gangavatran        |                       |        |
| 1922 | Ramayan            | Eugenio De Liguoro    | Serial |
| 1922 | Nartaki Tara       | Jyotish Bandyopadhyay |        |
| 1922 | Ratnavali          | C. Legrand            |        |
| 1922 | Raja Bhoj          |                       |        |
| 1922 | Matri Snara        |                       |        |
| 1922 | Mohini             | Sisir Kumar Bhaduri   |        |
| 1922 | Bhagirathi Ganga   |                       |        |
| 1922 | Rajkumari Budur    | J. J. Madan           |        |
| 1922 | Laila Majnu        | J. J. Madan           |        |
| 1923 | Matri Sneha        | Jyotish Bannerji      |        |
| 1923 | Kamale Kamini      |                       |        |
| 1923 | Noor Jehan         | J. J. Madan           |        |
| 1924 | Patni Pratap       | J. J. Madan           | Serial |
| 1924 | Toorkey Hoor       | J. J. Madan           |        |
| 1924 | Dhruva Charitra    |                       |        |
| 1925 | Sati Lakshmi       | Jyotish Bannerji      |        |
| 1925 | Adoorat Chheley    | J. J. Madan           |        |
| 1925 | Sansar Chakra      |                       |        |
| 1925 | Kashmiri Sundari   |                       |        |
| 1925 | Pampered Youth     |                       |        |
| 1925 | Sati Laxmi         |                       |        |
| 1925 | Turki Hoor         |                       |        |
| 1926 | Profulla           | Jyotish Bannerji      |        |
| 1926 | Joydev             | Jyotish Bannerji      |        |
| 1926 | Dharmapatni        | Jyotish Bannerji      |        |
| 1926 | Jaidev             |                       |        |
| 1926 | Krishnakanter Will |                       |        |
| 1926 | Durgesh Nandini    |                       |        |
| 1927 | Jana               | Priyanath Ganguly     |        |
| 1927 | Krishnakanter Will | Priyanath Ganguly     |        |
| 1927 | Durgesh Nandini    | Priyanath Ganguly     |        |
| 1927 | Chandidas          | Jyotish Bannerji      |        |
| 1928 | Aankh Ka Nasha     |                       |        |
| 1928 | Vranti             |                       |        |
| 1928 | Hoor-E-Arab        | Ratansha Sinore       |        |
| 1928 | Bhranti            | Jyotish Bannerji      |        |
| 1929 | Giribala           | Modhu Bose            |        |
| 1929 | Kapal Kundala      | Priyanath Ganguly     |        |
| 1930 | Bharat Ramani      | Jyotish Bannerji      |        |
| 1930 | Rajsinha           |                       |        |
| 1930 | Bharati Balak      |                       |        |
| 1930 | Vaman Avatar       |                       |        |
| 1930 | Rajsingha          | Jyotish Bannerji      |        |
| 1930 | Kal Parinaya       | Priyanath Ganguly     |        |
| 1930 | Ganesh Janma       | Jal Ariah             |        |

### Películas sonoras
| Año  | Película                       | Director                 | Notas    |
| ---- | ------------------------------ | ------------------------ | -------- |
| 1931 | Bibaha Bibhrat                 | Jyotish Bannerji         |          |
| 1931 | Alladin And The Wonderful Lamp | Jal Ariah                |          |
| 1931 | Samaj Ka Shikar                |                          |          |
| 1931 | Satyawadi Raja Harishchandra   | J. J. Madan              |          |
| 1931 | Bharati Balak                  | Agha Hashar Kashmiri     |          |
| 1932 | Pati Bhakti                    |                          |          |
| 1932 | Chatra Bakavali                | J. J. Madan              | Fantasía |
| 1932 | Bilwamangal                    | Fram Madan               |          |
| 1932 | Ali Baba And The Forty Thieves | J. J. Madan              |          |
| 1932 | Educated Wife                  |                          |          |
| 1932 | Alibaba & Forty Thieves        |                          |          |
| 1932 | Hathili Dulhan                 | J. J. Madan              |          |
| 1933 | Madhur Murali                  |                          |          |
| 1933 | Naqli Doctor                   | J. J. Madan              |          |
| 1933 | Dhruva                         | Jyotish Banerji          |          |
| 1933 | Zehari Saap                    | J. J. Madan              |          |
| 1934 | Kismet Ka Shikar               |                          |          |
| 1934 | Bhakta-Ke-Bhagwan              | V. M. Gunjal             |          |
| 1934 | Garib Ki Duniya                | Sorabji Kerawala         |          |
| 1934 | Anokha Prem                    | F. R. Irani              |          |
| 1934 | Kanya Vikraya                  | Mohammad Hussain         |          |
| 1934 | Sakhi Lutera                   | Sorabji Kerawala         |          |
| 1935 | Dil Ki Pyaas                   | J. J. Madan              |          |
| 1935 | Asmat Ka Moti                  | Fram Sethna              |          |
| 1935 | Khudadad                       |                          |          |
| 1935 | Jawani Ka Nasha                | F. R. Irani              |          |
| 1935 | Prem Ki Ragini                 |                          |          |
| 1935 | Sulagto Sansar                 | G. R. Sethi              |          |
| 1935 | Murderer                       |                          |          |
| 1935 | Mera Pyara                     | Ezra Mir                 |          |
| 1936 | Noor-E-Wahadat                 | G. R. Sethi              |          |
| 1936 | Sita Haran                     |                          |          |
| 1936 | Mohabbat Ka Toofan             | Fram Sethna              |          |
| 1936 | Baghi Sipahi                   | A.R. Kardar              |          |
| 1936 | Khyber Pass                    | Gul Hamid                |          |
| 1937 | Fakhr-E-Islam                  | Nanubhai Vakil           |          |
| 1943 | Rani                           | P. C. Barua              |          |
| 1944 | Chandar Kalanka                | Pramathesh Chandra Barua |          |
| 1944 | Iraada                         | S. Shamsuddin            |          |
| 1946 | Khan Saheb                     | Prem Sethna              |          |